# Гај Лелије
Гај Лелије (лат. Gaius Laelius, око 235. п. н. е.-?) је био римски државник и војсковођа и конзул 190. п. н. е. Као пријатељ Сципиона Африканца пратио га је током његовога иберскога похода (210. п. н. е. до 206. п. н. е.) Командовао је римском флотом приликом освајања Нове Картагине 209. п. н. е. Учествовао је у Сципионовој инвазији северне Африке 204. п. н. е. Командовао је римском и нумиђанском коњицом током битке код Заме 202. п. н. е. Гај Лелије је историчару Полибију испричао многе детаље свога живота и Другога пунскога рата.

## Порекло
Гај Лелије је био пријатељ Сципиона Африканца још од детињаства. Није био из богате породице, а то се види по томе што је желио да командује у рату са Антиохом Великим 190. п. н. е., са циљем да заради у походу. Са Сципионом Африканцем је стално био заједно током његовога целога иберскога похода и касније прииликом инвазије Картагине. Међутим од Сената није био именован ни на једну позицију све до око 202. пре н. е, када је именован за квестора. Изгледа да није био биран на позицију едила или претора због нискога порекла.

## Освајање Нове Картагине
Веома често се у историјским изворима помиње заједно са Сципионом Африканцем. За време Сципионовога иберскога похода (210. п. н. е. до 206. п. н. е.) био је други у команди, одмах након Сципиона, а неке од војних планова Сципион је само њему поверавао. Када је Сципион кренуо са војском дуж обале Иберије једино је Гају Лелију поверио крајњи циљ, а то је била Нова Картагина. Док се Сципион кретао са копненом војском Гај Лелије је према истом циљу пловио са флотом од 30 бродова. Лелије је приликом опсаде Картагине блокирао луку, а на бродове је распоредио најразличитије врсте оружја. Када је освојена Нова Картагина због великих заслуга награђен је златном круном и са 30 волова. Отишао је у Рим са најугледнијим заробљеницима и са вестима о освајању Нове Картагине. Поново се вратио код Сципиона у Тарако.

## Истиче се у различитим биткама
Гај Лелије је цело време био легат у Сципионовој војсци. У бици код Бекуле 208. п. н. е. командовао је левим крилом римске војске и у координацији са Сципионом успешно је победио на свом крилу, а битка се окончала римском победом. Хаздрубал Барка је након тога отишао у Италију, а Сципион и Гај Лелије су се након тога суочавали са Магоном Барком. Учествовао је у заузимању Илитурга на десној обали Бетиса (Гвадалкивира). Победио је у мањој поморској бици картагињанскога адмирала Адхербала. Током 206. п. н. е. Андобал, краљ иберскога племена Илергета, побунио се против Римљана преварен гласинама да је умро Сципион Африканац. Након окончања војничке побуне Сципион је кренуо у битку против Андобала и његових Илергета. Битка се одвијала у уској долини, где није могла да дође до изражаја иберска тактика. Гај Лелије је са коњаницима заобишао и иза леђа напао и победио иберску коњицу, па се након тога иберска пешадија нашла у тешком положају. Изгинуо је највећи део иберске војске, који је био у долини. Преостали део војске побегао је заједно са Андобалом.

## Изасланство код Софакса
Два пута је ишао у изасланство код Софакса, краља западне Нумидије. Савез са Софаксом био је од огромне важности и за Картагину и за Рим. Први пут је ишао код Софакса као Сципионов изасланик, а други пут као Сципионов пратилац. Циљ је био да се наговори Софакс да раскине савез са Картагињанима. Међутим Софакс је изричито захтевао да се лично види са Сципионом, па је Сципион био присиљен да оде у Африку заједно са Гајем Лелијем да би придобио важнога савезника. Много година касније Гај Лелије је причао историчару Полибију о тим догађајима. Сципион и Хаздрубал Гискон нашли су се у исто време на Софаксовом двору тражећи од њега савез. Софакс је најпре склопио споразум са Сципионом. Хаздрубал Гискон је након одласка Сципиона придобио Софакса, који је онда прешао на страну Картагињана и оженио се Хаздрубаловом ћерком Софонисбом.

## Пљачкашки поход у Африци
Сципион Африканац је изабран за конзула 205. п. н. е. и као провинцију добио је Сицилију, одакле се припремао за инвазију Африке. Поново је Гај Лелије био уз њега. Гаја Лелија је послао да са старим бродовима пљачка афричку обалу. Гај Лелије је по ноћи дошао до Хипо Регија и пустошио је околну територију, па се створила паника да се искрцао Сципион. Покупио је огроман плен. Циљ Лелијеве експедиције био је да се покаже римска решеност да ће извршити инвазију и да на тај начин пошаљу поруку Софаксу и Масиниси да треба да рачунају са тим. Други циљ је био да се испита каква је одбрана картагинских територија у Африци. Огроман плен, који је Гај Лелије сакупио доказивао је да Картагина има веома слабу одбрану. Масиниса је дошао да га посети и жалио се да Сципион није довољно енергичан. Тражио је да се пожуре са општом инвазијом, док Картагињани не појачају одбрану.

## Инвазија Африке
Инвазија Африке почела је 204. п. н. е. Неколико стотина транспортних бродова превезло је до 32.000 римских војника на око 35 километара западно од Картагине. Десном страном римске флоте командовали су Сципион Африканац и његов брат Луције Сципион Азијатик, а Гај Лелије и Марко Порције Катон командовали су левом страном флоте. Сципион Африканац је након тога почео да опседа Утику, али након доласка Хаздрубала Гискона и Софакса био је присиљен да оконча опсаду. Током зиме две војске су имале логоре крај Утике. Сципион Африканац је почетком пролећа 203. п. н. е. послао Гаја Лелија и Масинису да ноћу спале Софаксов логор, а он је са другим делом војске напао Хаздрубалов логор. У тој бици код Утике успешно су уништили велику војску Картагињана и њихових савезника. Након победе у бици на Великим равницама 203. п. н. е. Гај Лелије и Масиниса су отишли у источну Нумидију, која је поново враћена под власт Масинисе. Софакс је окупио и трећу војску, па је у близини Софаксовога главнога града Цирте дошло до велике битке у којој су Масинисина и римска војска под командом Гаја Лелија победили и заробили Софакса, краља западне Нумидије. Гај Лелије је онда спровео у Рим заробљенога Софакса и његовога сина Вермину.

## Битка код Заме
Остао је доста дуго у Риму, да би се крајем 203. п. н. е. поново придружио Сципиону. Учествовао је у бици код Заме 202. п. н. е., када је командовао левим крилом, на коме је била италска коњица. На десном крилу командовао је Масиниса. Оба коњичка крила гањали су непријатељску коњицу и победили је након одређенога времена. Повратком римске коњице битка се окренула у римску корист. Римска коњица је напала картагињанску војску са леђа, а пошто се Ханибалова пешадија нашла у окружењу уследило је њено уништење.

## Политичка каријера
Прва дужност на коју га је именовао Сенат била је дужност квестора након 202. п. н. е. Именован је за плебејскога едила 197. пре н. е, а 196. п. н. е. постао је претор Сицилије, очито уз помоћ политичкога утицаја Сципиона. Кандидовао се 192. п. н. е. за конзула, али тада није успео. Именован је 190. п. н. е. за конзула заједно са млађим братом Сципиона Африканца Луцијем Корнелијем Сципионом Азијатиком. Када се одлучивало који од два конзула ће да ратује против Антиоха III Великога тада је Сципион Афрички обећао да ће пратити брата, ако он добије команду за рат са Антиохом, па је Луцију препуштена команда у рату са Антиохом. Уместо тога Гај Лелије је добио Цисалпинску Галију, где је провео две године. Учествовао је у колонизацији територија галскога племена Боја.

## Последње мисије
Током 174. п. н. е. био је у саставу трочлане комисије, која је била послана у Македонију. Сенат му је 170. п. н. е. дао задатак да испита оптужбе, које је против конзула Гаја Касија Лонгина изнело галско племе Грисона. Не зна се тачно када је умро. Полибије помиње да је разговарао са Гајом Лелијем о многим догађајима Другога пунскога рата.